# Sesso ed altre indagini
Sesso ed altre indagini (Investigating Sex) è un film del 2001 diretto da Alan Rudolph, basato sul romanzo Recherches sur la sexualite archives du surealisme di Josè Pierre.

## Trama
Un gruppo di artisti (quasi tutti pittori e scrittori) e due stenografe si riuniscono nella casa di uno di loro - Faldo - e discutono di sesso, esplorandolo in tutte le sue sfaccettature, anche su quelle più inquietanti. Riflettendo anche su temi quali la bestialità, l'onanismo, il ménage à trois o altre "perversioni" proprie dell'essere umano. Il leader del gruppo si chiama Edgar, ed è ossessionato da un demone femminile che si materializza ogni notte nei suoi sogni. Edgar s'interroga così sull'attrazione per questo essere irreale, probabile controparte della sua noiosa fidanzata reale. Le conversazioni libertine e al contempo trasgressive creano un flusso di dialoghi poetici che affrontano senza moralismi temi non facili come la sessualità Il tema musicale di sottofondo è quello dell'età del jazz, periodo in cui è ambientata la trama.

## Distribuzione e Critica
Nonostante un cast quasi stellare, il film riscosse pochissimo successo, ed è sostanzialmente inedito ovunque (da noi uscì solo in home video). Ci furono pure diverse difficoltà per farlo uscire -in patria- sia al cinema (è stato proiettato a metà 2002) che nella versione DVD (uscì una versione, con titolo diverso, solo nel 2007). Paolo Mereghetti boccia completamente il film, sostenendo che "Rudolph cade proprio nel trattamento dell'erotismo, tra chiacchiere insulse e presunte trasgressioni ... e insiste troppo in quello che gli riesce peggio: la ricostruzione di un'epoca".